# Boela du Plooy
Pas d'image ? Cliquez ici

a Compétitions nationales et continentales officielles uniquement.

Dernière mise à jour le 12 janvier 2018.
Theunis Johannes (Boela) du Plooy, né le 15 février 1977, est un joueur de rugby à XV sud-africain ayant évolué au poste de deuxième ligne au sein de l'effectif du Stade français Paris entre 2005 et 2008 (1,93 m pour 110 kg). 
Il décide de mettre un terme à sa carrière à l'issue du match Stade français - Toulouse, le 22 juin 2008, à l'occasion de la demi-finale du TOP 14 2008.
Il a été international sud-africain des moins de 21 ans et des mois de 23 ans. Il a aussi joué pour les Barbarians sud-africains contre l'Italie en 2001.
En avril 2005, il a été suspendu pour 12 semaines à la suite de deux « stamping », dont un sur la tête du joueur des Chiefs Deacon Manu lors d'une rencontre du Super 12 avec les Cats.

## Carrière

### Currie Cup
- 1999-2005 : Free State Cheetahs ( Afrique du Sud)

38 fois capitaine.

### Super 12
- 2002, 2004, 2005 : Cats ( Afrique du Sud)

### Championnat de France
- 2002-2003 : Stade montois (Pro D2) ( France)
- 2005-2008: Stade français Paris (Top 14) ( France)

## Palmarès

### En club
- Currie Cup :
  - Vainqueur : 2005
  - Finaliste : 2004
- Vodacom Cup
  - Vainqueur : 2000
- Championnat de France :
  - Vainqueur: 2007

### En équipe nationale
- Équipe d'Afrique du Sud A
- Capitaine de l'équipe d'Afrique du Sud des moins de 23 ans (2000)
  - Champion d'Afrique des - 23 ans (décembre 2000)
- Équipe d'Afrique du Sud des moins de 21 ans (1998)